# 9-та дивізія протиракетної оборони (РФ)
9-та дивізія протиракетної оборони — з'єднання протиракетної оборони Повітряно-космічних сил Росії. Входить до складу 1-ї армії ППО-ПРО ПКС Росії.
Скорочена найменування — 9 дпро. Умовне найменування — Військова частина № 75555 (в/ч 75555).
Пункт постійної дислокації — смт Софрино-1 Пушкінського району Московської області. Підрозділи частини розташовані у Московській й Володимирській областях та у Новій Москві.

## Опис
Дивізія керує створенням системи протиракетної оборони Москви, що представляє з себе високотехнологічну автоматизовану систему інформаційних й вогневих засобів ураження. З'єднання озброєне протиракетним комплексом А-135 з радіолокаційної станції Дон-2Н та шахтного базування високошвидкісних ракет перехоплення, що наводить РЛС. Дивізія несе цілодобове чергування.
Підготовка особового складу ведеться у Військово-космічної академії імені О. Ф. Можайського (місто Санкт-Петербург) та у Військовій академії повітряно-космічної оборони імені Маршала Радянського Союзу Г. К. Жукова (місто Твер).

## Історія

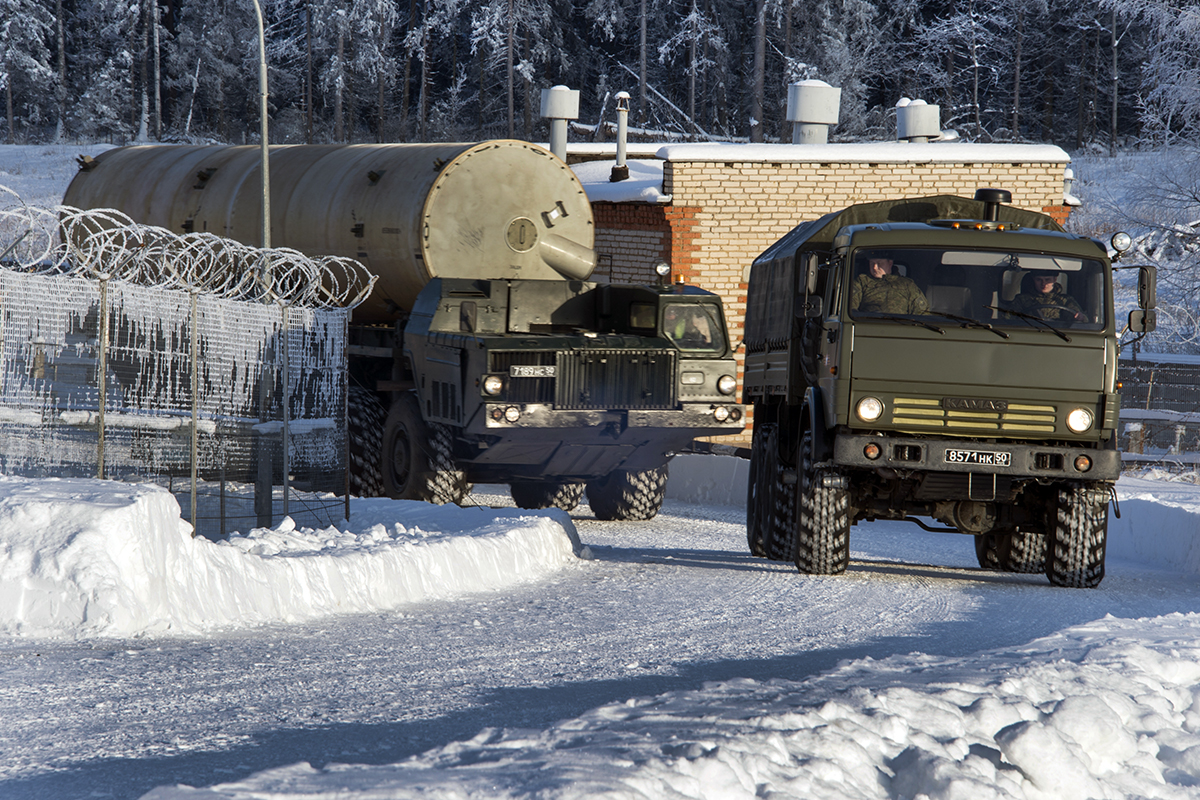
Ракети везуть на транспортно-установчому агрегаті 5Т92 (на шасі МАЗ-543М) для завантаження в шахту комплексу протиракетної оборони А-135 «Амур» під час навчань

Історія з'єднання починається з Управління РТЦ-81 (в/ч 16451), створене 22 січня 1962 року у Москві. У 1963 передислоковане до Павшино у Красногорську. У 1965 році переформовано в Управління начальника військ ПРО московського округу ППО, в/ч 75555. Того ж року військова частина переїхала вдо Солнєчногорська.
У 1972 році Управління начальника військ ПРО московського округу ППО переформовано на Друге управління начальника військ ПРО московського округу ППО. Потім у 1976 році управління перепідпорядкуване головкому Військ ППО з перейменувалнням на Друге управління начальника військ ПРО. У 1978 році Друге управління начальника військ ПРО передислоковано до Акулова Московської області й перейменовано на управління 9-го окремого корпусу ПРО. У 1995 році управління передислоковано до Софрино-1 Пушкінського району Московської області.
1 жовтня 1998 роки 9-й окремий корпус ПРО переформований на 9-ту дивізію ПРО.
У 2015 році дивізія увійшла до складу військ ППО-ПРО.

## Завдання
- відбиття агресії в повітряно-космічній сфері та захист від ударів засобів повітряно-космічного нападу супротивника пунктів управління вищих ланок державного й військового управління, угруповань військ (сил), адміністративно-політичних центрів, промислово-економічних районів, найважливіших об'єктів економіки та інфраструктури країни;
- враження головних частин балістичних ракет ймовірного противника, що атакують важливі державні об'єкти.

## Склад
Склад на 2016 рік:
| підрозділ                          | Військова частина | дислокація         | озброєння                                         |
| ---------------------------------- | ----------------- | ------------------ | ------------------------------------------------- |
| 900-й командний пункт системи ПРО  | 20007             | смт Софрино        |                                                   |
| 482-й окремий радіотехнічний вузол | 03523             | смт Софрино        | РЛС 5Н20 «Дон-2Н»                                 |
| 572-й окремий радіотехнічний вузол | 03863             | присілок Чехов-7   | РЛС «Дунай-3У»                                    |
| 164-й пункт обробки інформації     | 52361             | присілок Акулово   | командно-обчислювальний пункт 5К80 з ВС «Ельбрус» |
| 102-й окремий протиракетний центр  | 48701             | селище Жукліно     | 12 ПУ А-135                                       |
| 50-й протиракетний комплекс        | 51085             | селище Оболдіно    | 12 ПУ А-135                                       |
| 15-й протиракетний комплекс        | 51087             | селище Внуково     | 12 ПУ А-135                                       |
| 49-й протиракетний комплекс        | 51084             | смт Софрино        | 12 ПУ А-135                                       |
| 16-й протиракетний комплекс        | 51086             | селище Розвилка    | 12 ПУ А-135                                       |
| 89-й протиракетний комплекс        | 51089             | присілок Коростово | 16 ПУ А-135                                       |
| 34-й полк зв'язку                  | 12517             | місто Клин         |                                                   |
| 1876-та технічна база              | 02014             | присілок Порядино  |                                                   |

## Командири
- гвардії генерал-лейтенант артилерії Баришполець І. Є. (1962—1976),
- генерал-майор Родіонов Н. І. (1976—1980),
- генерал-лейтенант Савін В. А. (1980—1990),
- генерал-лейтенант Карташов Н. П. (1990—1994),
- генерал-лейтенант Мартинов С. С. (1994—1998),
- генерал-майор Грицан А. Ф. (1998—2001),
- генерал-майор Туровець Ю. А. (2001—2007),
- полковник Кузьменко Н. А. (2007—2009),
- генерал-майор Ляпоров В. Н.,
- генерал-майор Чебурін, Андрій Вікторович,
- генерал-майор Грабчук, Сергій Петрович, з 2017 року